# Раннимид
Раннимид (англ. Runnymede) — неметрополитенский район (англ. non-metropolitan district) со статусом боро в графстве Суррей (Англия). Административный центр — город Адлстон.

## География
Район расположен в северной части графства Суррей, граничит с графством Беркшир.

## История
Район образован 1 апреля 1974 года в результате объединения городских районов (англ. Urban district) Чертси и Эгам.

## Состав
В состав района входят 4 города:
- Адлстон
- Вирджиния-Уотер
- Чертси
- Эгам